# دون بوسکو (فیلم ۱۹۸۸)
«دون بوسکو» (انگلیسی: Don Bosco) یک فیلم به کارگردانی لئندرو کاستلانی ساخته سال ۱۹۸۸ است. از بازیگران آن می‌توان به بن گازارا، پتسی کنسیت و ریک باتالیا اشاره کرد.